# Orodes II
Orodes II governou o Império Parta entre 57 e 37 a.C.. Com o auxílio de seu irmão Mitrídates IV, assassinou seu pai Fraates III em 57 a.C.. Casou-se com Laódice, uma princesa grega do Reino de Comagena, filha de Antíoco I (r. 70–31 a.C.).

## Nome
Orodes (Ὀρώδης, Orōdēs) é a forma grega do iraniano médio Verode / Urude (em parta: 𐭅𐭓𐭅𐭃, Wērōd/Urūd). Sua etimologia é disputada, mas foi proposto que tenha se originado no iraniano antigo *Hurauda, "de forma acentuada". Foi registrado em persa médio como Viroi (Wīrōy), em parta como Virode (Wīrōδ), em persa novo como Viru (ویرو) e em armênio como Vorote (Վորոթ, Vorot’).